# 대아티아이
대아티아이(Daea TI Co., Ltd.)는 대한민국의 철도신호제어시스템 기업이다. 본사는 경기도 부천시 수도로 139 대아빌딩에 위치해 있으며 대표이사는 최진우이다. 대한민국 전국의 철도 교통망을 통합해서 관제하는 철도교통관제센터를 구축한 바 있으며 2023년에 국토부가 발주한 제2철도교통 관제센터 건설사업을 컨소시엄을 통해 수주하였다

## 같이 보기
- 현대로템
- LS일렉트릭
- 에스트래픽

## 참고 문헌
1. ↑  장병극, 대아티아이, 2500억 '잭팟'...오송 철도관제시스템 낙찰, 철도경제신문, 2023.12.13
2. ↑  한국IR협의회 기업리서치센터 기술분석보고서-대아티아이, 2022.04.14
3. ↑  대아티아이 , 300억 규모 이집트 철도신호 현대화 사업 수주, 전자신문, 2021년 6월 24일
4. ↑  김양섭, 대아티아이 , 위례선 트램 신호설비공사 사업 수주 - 뉴스핌, 2022년12월23일
5. ↑  이원재, 한국IR협의회 기업리서치센터-산업분석, 철도산업, 2024년 2월 13일[깨진 링크(과거 내용 찾기)]